# Жан Паул Маурик
Жан Паул Маурик (17. јун 1933. - 5. јануар 1971.) био је француски певач.

## Биографија
Рођен је 17. јуна 1933. године у Јеру, у Француској. Студирао је на Конзерваторијуму у Тулону. Након турнеје по Прованси добио је уговор за снимање плоче као награду за победу на такмичењу талената у Театру Маригни у Паризу. 1961. године представљао је Француску на Песми Евровизије 1961. у Кану. Извео је песму "Printemps, avril carillonne". Завршио је на четвртом месту са 13 бодова. Током 1960-их све мање је издавао плоче, али је остао популаран извођач. 
Каријеру му је прекинула болест у децембру 1970. године. Умро је 5. јануара 1971. године у Марсељу од последица кардиомиопатије.